# 平沼亮三

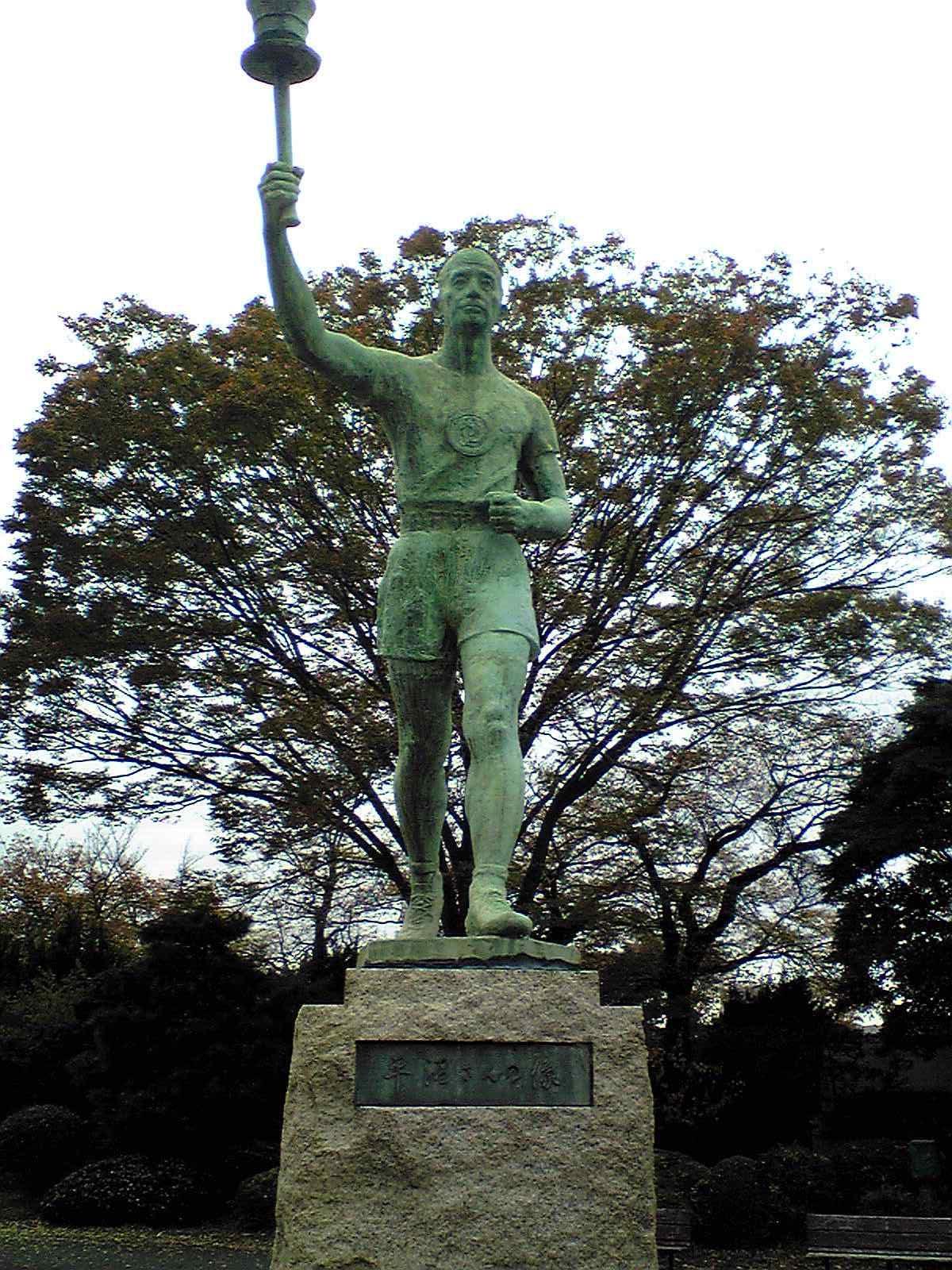
「平沼さんの像」

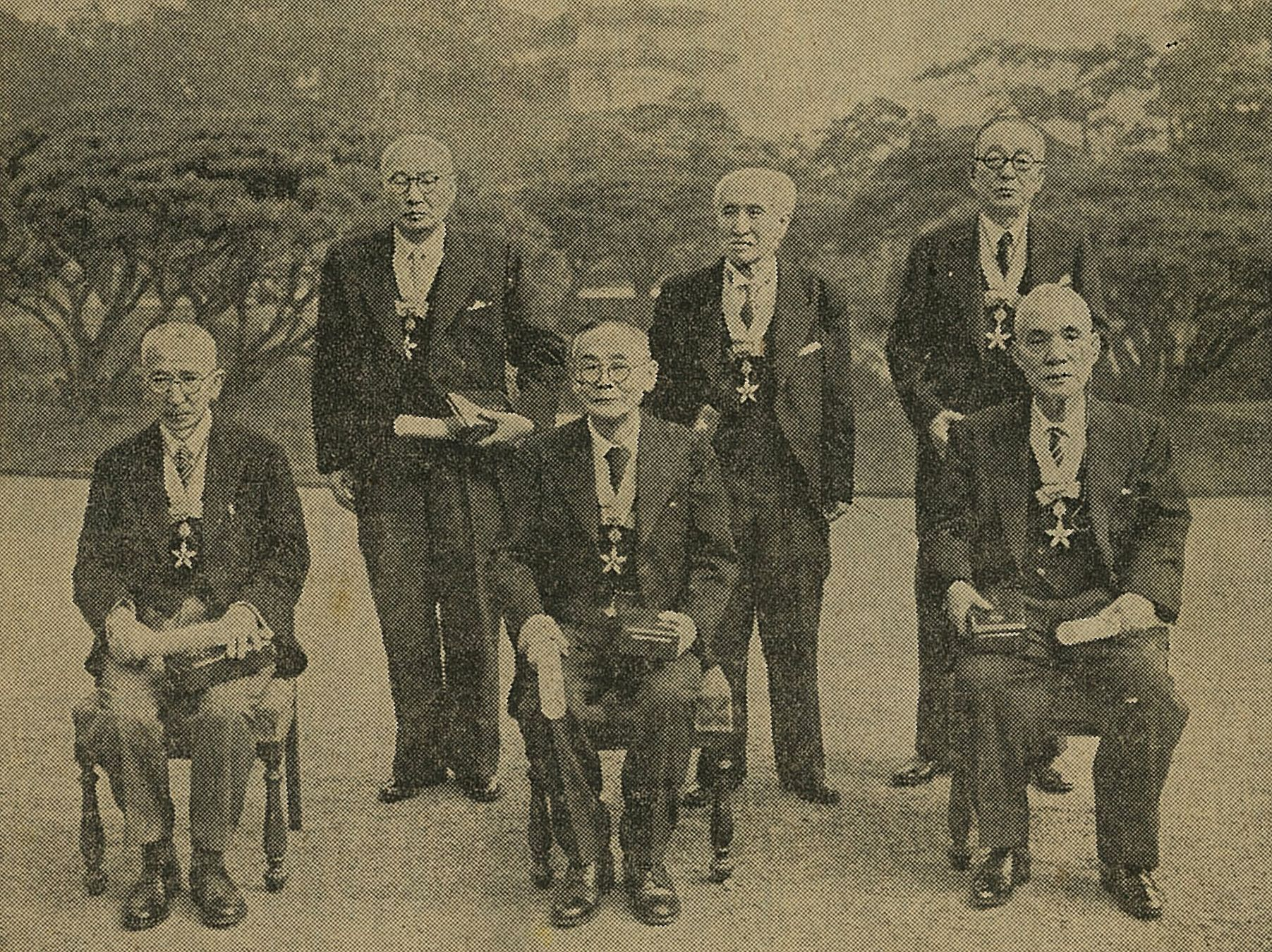
文化勲章授与式、前列左側が平沼亮三

平沼 亮三（ひらぬま りょうぞう、1879年（明治12年）2月25日 - 1959年（昭和34年）2月13日）とは日本の実業家、政治家、アマチュアスポーツ選手。衆議院議員（憲政会、民政党）、貴族院議員（同成会）、横浜市長。日本における市民スポーツの父と呼ばれる。

## 人物
1879年（明治12年）、神奈川県横浜市に生まれる。慶應義塾の出身で、福澤諭吉の門下生である。慶應義塾大学野球部では4番打者として活躍し、のち東京六大学野球連盟会長となった。野球に対する貢献及び功績により1979年度の野球殿堂特別表彰を受けた。
平沼は神奈川県議会、横浜市会、衆議院議員、貴族院議員と地方議会、帝国議会の議員を務めた後、公職追放を経て、追放解除後に横浜市長となる。
野球以外のスポーツにも積極的に関わり、全日本体操連盟の初代会長であり、同連盟が戦時および戦後の改組を経て日本体操協会となってのちもその職を引き継ぎ、死去するまで約30年間在任し、日本陸上競技連盟（日本陸連）の初代理事長・会長や日本バレーボール協会初代会長を歴任した他、1932年（昭和7年）のロサンゼルスオリンピック及び1936年（昭和11年）のベルリンオリンピックと2回の夏季オリンピックでは日本選手団団長を務めた。
1955年（昭和30年）に行われた第10回国民体育大会秋季大会開会式では76歳にして炬火の最終ランナーを務めたが、その勇姿を見た昭和天皇が「松の火をかざして走る老人（おひびと）のををしき姿見まもりにけり」と詠んだ。その神奈川国体開会式会場となった三ツ沢公園内には昭和天皇の御製碑と銅像「平沼さんの像」が建立された。また国体と同年の5月29日には慶應義塾大学日吉陸上競技場に平沼亮三が喜寿の祝いに全国競技団体から贈られた像（吉田三郎作）を慶應義塾体育会に寄贈したものが建てられた。その胸像は当初メインスタンド（現在の協生館付近）の中央に設置されていたが、2008年（平成20年）の日吉陸上競技場改修に伴い、バックスタンド（慶応義塾高等学校側）の中央に移設された。
1955年（昭和30年）にはスポーツ関係者としては初となる文化勲章を受章。
実業界では第一ホテル社長や、玉川電気鉄道社長、キリンビール、東京會舘、帝国劇場、東京ガスなどの重役を兼任し、横浜商工会議所の9代目会頭を務めた。
横浜市長として1958年（昭和33年）に行われた横浜開港100年祭の実行委員長を務めている。
1959年（昭和34年）2月13日、2期目の横浜市長在職中、慶應義塾大学病院にて死去。79歳没。墓所は横浜市願成寺。

## 年譜
- 1915年：アイスホッケー用具一式を輸入して諏訪湖スケート会へ寄贈。諏訪湖で日本初のアイスホッケーが行われるきっかけを作った[8]。
- 1925年：日本陸上競技連盟の初代理事長に就任。
- 1929年：日本陸上競技連盟の改組により、初代会長に就任。また同年、大日本排球協会（現在の日本バレーボール協会）設立により初代会長に就任。
- 1930年：玉川電気鉄道の社長に就任[7]。日本体操協会の初代会長に就任。
- 1932年：ロサンゼルス五輪の選手団長を務める。
- 1937年：第一ホテルの社長に就任[6]。
- 1938年2月2日：日本送球協会(現:日本ハンドボール協会)が設立にあたり会長に就任[9]。
- 1946年：日本体育協会（現在の日本スポーツ協会）の会長に就任。同年、公職追放される。
- 1950年11月22日：横浜商工会議所会頭に就任。
- 1951年4月23日：横浜市長に当選。
- 1955年4月22日：横浜市長に再選される。

国体神奈川大会の炬火リレー最終ランナーを務める。
11月3日：スポーツの振興の功績により文化勲章を受章。
- 1958年：横浜開港100年祭実行委員会会長を務める。
- 1959年2月13日：死去、勲一等瑞宝章を追贈される。
- 1970年11月：横浜市立平沼記念体育館が開館。
- 1979年：野球殿堂入り

## エピソード
- 横浜市西区平沼の水天宮平沼神社には直筆の書がある。
- カツカレーの元祖と言われる[10]。

カツカレーの元祖は千葉茂（元近鉄監督）だという説が定説となっているが、その四半世紀も前、平沼は稽古に集う者たちにスポーツライスという名でカツカレーを提供していたという。
- ボート競技にも造詣が深く、1940年（昭和15年）、戸田漕艇場オープン時のデモンストレーションに選ばれて出漕している[11]。

## 家族・親族
三男の平沼五郎は岩倉具清（明治の元勲岩倉具視の曾孫）らと共に日本におけるフェンシングの普及に貢献し、また慶應フェンシングクラブ（慶應義塾體育會フェンシング部）を設立した人物。五郎は慶應大卒業後、古河電気工業に入社し常務などを歴任した。五郎の妻・美名子は旧会津藩主だった松平容保の孫娘（容保の次男松平健雄の娘で、昭和天皇の実弟である秩父宮雍仁親王に輿入れした雍仁親王妃勢津子の従兄弟）であるため、平沼家は会津松平家を通して天皇家の係累となっている。
次男の平沼七郎は麒麟麦酒常務取締役を務め、孫の平沼泰三はニチロ子会社の社長を務めた。七郎の長女は日本電気及び萬有製薬創業者一族の岩垂好裕に嫁いだが、好裕の父岩垂好徳は日本電機専務を務めた。好徳の義兄岩垂亨は萬有製薬の創業者であり、好徳の祖父岩垂邦彦は日本電気の創業者として知られている。好裕の母は長州藩主家で男爵だった毛利五郎の次女であり、毛利五郎の長女は実業之日本社の創業者一族に嫁いだ。
横浜市西区平沼近辺（通称：平沼町）は曾祖父の5代目平沼九兵衛が1839年、埋め立てを始め、父7代目平沼九兵衛の代で完成した。平沼家は埋立地で製塩を始め、生糸で成功した商人。なお、横浜市の有識者の間では平沼専蔵家を本家、亮三家を分家とする認識があるが、専蔵家は埼玉県飯能出身、亮三家は江戸時代中期より横浜に存在しており、両家に血縁関係はない。ちなみに亮三は7代目九兵衛の長男なのでまぎれもなく本家である。
妻・婦美は貴族院議員だった高木亮三の養女で、長男・九郎、長女・千鶴、次女・美代、三女・苫舎、次男・七郎（麒麟麦酒常務）、三男・五郎の母となった。長女千鶴は麒麟麦酒元社長の伊丹二郎の長男伊丹勝に嫁ぎ、三女・苫舎は東洋ステンレス工業元社長の松本興に嫁いだが、松本興の弟である松本大亮が平沼の恩師である福澤諭吉の孫娘（諭吉の四男福澤大四郎の長女）を妻に迎えたため、平沼・松本家は福澤家と閨閥でつながっている。大四郎の兄福澤三八の妻は大阪市長を務めた鶴原定吉の長女で、鶴原の娘二人は安川敬一郎の三男安川第五郎、外交官杉村陽太郎に嫁いだ。また鶴原の長男鶴原浩二が井上準之助の娘婿（元東海銀行会長の三宅重光らと義兄弟）であるため、平沼家は安川家や杉村家、さらに松本・福澤・鶴原家を通して井上家などの係累にもなっている。
俳優の石坂浩二は庶孫、俳優の平沼成基は曾孫にあたる。

## 著書
- 『スポーツ生活六十年』